# Cuba Libre (série de televisão)
Cuba Libre é uma série de 6 episódios, criada e realizada por Henrique Oliveira, e produzida pela HOP! Filmes, que relata a história verídica de Annie Silva Pais (Beatriz Godinho), filha do último diretor da PIDE que desertou para Cuba. A série estreou a 21 de setembro de 2022, na RTP1. A partir de 1 de abril de 2023 ficou disponível também na plataforma de streaming Netflix.

## Sinopse
Baseado numa história real, a extraordinária história de vida da portuguesa Annie Silva Pais, filha única do último diretor da polícia política de Salazar, dona de uma notável beleza e sensualidade, mas também de um enorme espírito rebelde. Depois de aos 22 anos, em 1958, ter sido eleita miss Piscina Praia Figueira da Foz, mais tarde, em 1965, casada com um diplomata suíço e a viver em Havana, abandona o marido e a família para se entregar à revolução cubana, secretamente apaixonada por Che Guevara.

## Elenco
- Beatriz Godinho[a] como Annie Silva Pais
- Margarida Marinho como Armanda Silva Pais
- Pierre Kiwitt como Raymond Quendoz
- Adriano Luz como Fernando da Silva Pais
- Victorio D'Alessandro como René Vallejo
- Lia Gama como Avó Madalena
- Heitor Lourenço como Adelino Tinoco